# از قطره تا دریا
از قطره تا دریا فیلم مستند ایرانی ساخته ابراهیم گلستان در سال ۱۳۳۲ است.
پس از کودتای ۲۸ مرداد ۱۳۳۲ ابراهیم گلستان به عنوان طرف قرارداد، اداره امور دایره تهیه عکس و خبر کنسرسیوم نفت را به عهده می‌گیرد و از مجموع فیلم‌های خبری شخصی و با کمک فیلم‌هایی که با دوربین بولکس ۱۶ میلی‌متری شخصی خود گرفته، مستند از قطره تا دریا را می‌سازد.
این فیلم که نخستین فیلم مستند گلستان است به‌شدت مورد پسند رئیس فرانسوی کنسرسیوم و آرتور التون مستندساز سرشناس انگلیسی و رئیس بخش فیلم کمپانی شل انگلستان قرار می‌گیرد.